# مختارات من الأدب السوداني (كتاب)
مختاراب من الأدب السوداني هو كتاب للكاتب والأديب السوداني علي المك، صدرَ الكتاب لأوّل مرّة عام 1980، وأعيدَ نشرهُ في العام 2015 من قبل وزارة الثقافة والفنون والتراث (قطر)، في طبعة حديثة صمّم غلافها التشكيلي السوداني راشد دياب، والتصميم والإخراج للكتاب قامَ به علاء الألفي من مجلة الدوحة.الكتاب وُزع مجاناً مع العدد 88 من مجلة الدوحة
. الكتاب يحتوي على مقدمة المؤلف وثلاثة أبواب تناولت نماذج من المقالات والشعر والفصص لكتاب سودانيين في الفترة ما بين عشرينيات وثمانينيات القرن العشرين.

## المقدمة
المقدمة هي شرح مبسط لمحتويات الكتاب، وأوضح فيها المؤلف بأن الكتاب يشتمل على الأدب الذي يستهويه من قصة ومقالة وشعر، ويضم الكتاب بعضاً من الإنتاج الأدبي الذي نشرَ في أخريات وبداية الثلاثينيات ومنه ما قد نشر في مجلَّتَي (النهضة) و (الفجر) السودانيتين. بإلاضافة إلى بعض الأعمال التي نشرت بعد ذلك وحتى فترة الثمانينيات.

## الباب الأوّل: المقالات
1. مقالة: تمجيد الخالق للكاتب عرفات محمد عبد الله التي نشرت في العدد 17، من مجلة النهضة في 24 يناير 1932م. المقالة تتناول الغاية من خلق الإنسان وهي تمجيد الله سبحانة وتعالى في عبادته وطاعته وابتغاء مرضاته، وأن المجد والماجد والمجيد هي من أسماء الله الحسنى، وإن الإنسان هو المخلوق الرئيسي في هذا الكون، وينقل عن علماء التطوّر بأن الإنسان هو الدرجة العّليا التي بلغتها عملية التطوّر.ويقول إن المسلمون والمسيحيون والإسرائيليون يقولون -إطلاقاً وبلا قيد- إن الإنسان إنما وجد في هذه الحياة الدنيا لكونها مرحلة في طريقه إلى حياة الخلود.
2. مقالة: الترف الكاذب للكاتب أحمد يوسف هاشم، المقالة نشرت في العدد 17، من مجلة النهضة في 24 يناير 1932م. يرى إن للأمة السودانية لها من المرافق الحيوية والاستعداد الفطري قلما يوجد في الامم الأخرى، لكن رغم ذلك إلا إنها في الحضيض العمراني والاجتماعي والمالي، ويقول ماهو السر الذي حرم السودانيين التقدم؟، يقول البعض بأنه راجع الي طبيعة البلاد الجوية وحرارة الطقس الذي يفقد الإنسان كثيراً من نشاطه وعقله، لكن هنالك امم لها نفس العوامل الجوية لكنها متقدمة، والبعض يتزرّع بالثورات الاهلية، يرى إنه ربما تكون هذه أسباب لكنها ليست الوحيدة، لكن سبب أقوى مفعولاً من هذين العاملين وهو الظهور الكاذب أو الترف الكاذب وهو صفة طبيعية في السودانيين وهي عنوانان يعرف بهما الأجانب السودانيين ويري إنها خصلة شرقية أو عربية على وجه الخصوص ويقصد بذلك إن السودانيين ينفقون كل دخلهم الذي حصلوا عليه من العمل والاغتراب في أشياء اجتماعية من أجل المظهر فقط، ولا يضير أحدهم أن يعود إلى دياره خالي الوفاض بعد ان يشتري بكل حصيلته اشياء لا تعدو كونها فقط من أجل الترف الكاذب، ويسرد قصة واقعية في المقالة لشخص التقاه في مصر، يقول: إن هذا الرجل ظلّ يعمل في التجارة متنقلاً بين الشام والحبشة والعراق، وكلما يحصل على مبالغ في بلدٍ يقوم بصرفها بذخاً وترفاً كاذباً وعندما يجد نفسه فقيراً يذهب لبلدٍ آخر ويفعل نفش الشيء حتي حط رحاله ذليلاً في مصر، واصبح يستجدى أُنسان كان بإمكانه أن يمتلكهم لولا الترف الكاذب ويري إن الحل هو التخفيف من غلواء هذا الظهور الكاذب، والتفكير المنطقي للحياة بعيداً عن الكذب على الذات وهذا ما يقودنا للتقدّم.
3. مقالة: ماذا وراء الأُفق؟ للكاتب محمد عشري الصديق، يقول إن الإنسان المسؤؤل يقف في كل مرحلة من مراحل عمره ويراجعها وينظر بإتجاه الماضي فاذا وجد نفسه ناجحاً وربح صفقة الحياة فحتماً سيبتسم ابتسامة تنم عن الرضى والارتياح‘ أو قد يصاب بالوجوم والانقباض والتقزُّز إذا ما راى فترات الظلام الدامس والعمل الضائع هباء ويتذكر الفرص التي انتهت وهو لم يستفد منها، البعض الخاسر يراجع نفسه ويصلح أدواته وينازل الحياة مرّة آخرى، لانه يجب أن تقول (نعم) للحياة بالعمل، لان الحياة جبارة لا تعرف الرحمة فلا بد من الاخذ بسننها ومناهجها وإلا داستك وسحقت احلامك، والفرصة فيها كالطفل عند الولادة إذا احسنت تربيته وتعليمة سيكون ناجحاً ومفيداً وإلا سيكون العكس كذلك فرصة الحياة إذا ربيتها وقومتها ستفلح وإلا ستتحسّر. يرى إن العادات والتقاليد والسلوك القديم عند السودانيين هي من اسهمت في أن نكون الأمة السودانية خارج الأمم الناهضة، فكل عظماؤنا هم عظماء الفتك والحروب والتدمير، ليس لنا لا فيلسوف ولا أديب ولا عالم، وليس للسلم انتصارات عندنا كما للحرب، علينا أن نعمل من أجل السودان ونحترم تاريخه بما فيه من عيوب، وهي مقالة تنقد تاريخ السودان القديم وتنقد فيه التقاليد التي تؤثر على التقدم، ويدعو فيها الشباب إلى المسك بعصاة التعمير والتغيير.
4. مقالة: في الخرطوم خواطر وذكريات محذونة، للكاتب معاوية نور، هي مقالة سردية أقرب للقصة وفيها يكتب عن الجلوس في شاطئ النيل الأزرق مستمتعاً بروعة مشهد الخرطوم بحري على يمينه ومدينة أم درمان على شماله وأمامه جزيرة توتي، ومقرن النيلين، يجلس يناجي سكون الأمواج على سطح النيل ويشببها بمادة الزئبق والأمواج فيه لا تشهد العنف أو الاندفاق الظاهر لان العالم غافٍ وللعالم حرمه عندها، وعندما تتحرّك السفن لا تكسر صمت الماء بل تعطي الشكل جمالاً، وما يخيّل للرائي بأنها سفينة تعبر نهراً، وإنما كأنها قلم يرسم خطّاً على صفحة، أو كانها شهاب يشقّ عنان السماء في إتِّئاد وسرعة.

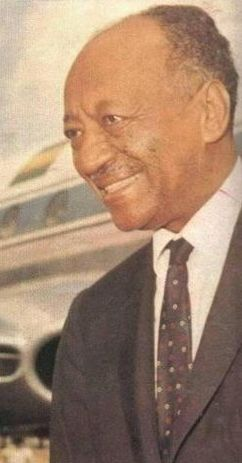
محمد أحمد المحجوب

5. مقالة: مُثُل عُليا للحياة السودانية المقبلة للأديب والشاعر والسياسي السوداني محمد أحمد المحجوب، محمد أحمد المحجوبالمقالة نُشرت لأوّل مرّة بمجلة الفجر المجلد الاوّل، العدد الثاني عشر في 16 نوفمبر 1934 ويتحدث عن العوامل التي اتّحدت لتعمل على انهيار الامة السودانية وهي غياب التعليم وعدم الاهتمام بلأدب قائلاً «إن أمّة أضطربَ فيها سبيل الأدب، فلا فرق بين العارف والجاهل....» وكذلك جهل المرأة وعدم الاهتمام بتعليمها مما أثرّ على ضعف مساهمة الأسرة في بناء الأمة، تحدث عن الكهول والشيوخ المهتمين واللاهين بأعباء الكبر وتكاليف العيش والمجالس والمنتديات لا هم لها غير غير النميمة واكل لحم الناس، والفتيان يشغلهم التفكير في خصوصياتهم، ولكن رغم من ذلك فإن لهذا الشعب فضائله التي توارثها والتي لولاها ما أحتمل عقابيل تلك الادوار دون أن يفنى، فالمثل العليا للحياة الاجتماعية هي إذا تعلمت المرأة وتعلم الشباب بأن الواجبات قبل الحقوق ونبذوا التفرقة والعنصرية والجهوية وتكون لهم تنظيماتهم، أما عن السياسة يقول «لم ياتِ الأوان لنتحدث عنها ما دامت مقدمتها من تعليم وحياة أدبية واجتماعية ناقصة، وما دمت انا مكتوف اليدين وحبيس اللسان».
6. مقالة: بين مصر والسودان في سبيل التعارف الأدبي للشاعر السوداني التجاني يوسف بشير، نُشرت المقالة لاوّل مرّة في مجلة الفجر، المجلد الأول العدد 16 في فبراير 1935 وضّمت في كتاب (التجاني يوسف بشير السفر الأول: الاشار النثرية والذي حرره محمد عبد الحي (شاعر) وآخرون وطُبع عام 1978. يقول إن العلاقة بين مصر والسودان استأثرت بها السياسة، لكن يجب أن يخرج الادب من مظان السياسة ومضيق السلطة، ويجب أن توثق روابط العلائق الادبية الصحيحة بعيداً عن السياسة وينبغي على الشباب المصري أن يعي الأدب السوداني والدوريات الأدبية والثقافية التي تصدر في السودان، وكذلك على الشباب السوداني أن يفصل بين السياسة والأدب، فالسياسة يمكن أن توتر العلاقات أحياناً، لكن يبغى الادب متواصلاً بعيداً عنها.
7. مقالة: من مذكرات أغبش للكاتب عبد الله رجب مؤسس جريدة الصراحة السودانية وكان رئيساً لتحريرها، نشرت المقالة في جريدة الصراحة في يوم 2 يوليو 1954م، المقالة عبارة عن قصة يحكي الكاتب فيها رحلته من الخرطوم إلى سنار معه زملائه يحملون توصية من مفتش المركز الإنجليزي في الخرطوم إلى نائب قائد المهندسيين الملكيين في فترة الإستعمار البريطاني للسودان، ومنها أرسلوا للروصيرص ثم إلى أثيوبيا، ونتيجة لخلاف بينه وبين قيادات العمل هناك تمّ سجنه وإرجاعه إلى الخرطوم.
8. مقالة: العرب في شرق أفريقيا للدبلوماسي والأديب السوداني جمال محمد أحمد، المقالة هي مقدمة للترجمة العربية التي قام بها الكاتب لكتاب بازل ديفدسون إفريقيا تحت أضواء جديدة، ونشرته دار الثقافة في بيروت عام 1961، للعرب تاريخ طويل وممتد في إفريقيا. الرحالة الإغريقي مؤلف كتاب الكشاف البحري في القرن الأول الميلادي تعجب من كثرة السفن العربية والاختلاط والتزواج بين العرب والافارقة على الساحل الشرقي للقارة الإفريقية ويشيد بقدرة العرب على العيش معهم ولا يجد الخصام سبيلاً بينهم، والعرب يعرفون لغات الساحل التي تفتح لهم آفاقاً للتجارة ويمارسون كل عادات القبائل هناك، وتجارتهم في استمرار بين الساحل الإفريقي وشبة الجزيرة العربية، وان العرب تدفقوا للساحل بعد وفاة الرسول عندما اضطرب الحال بين العرب ووصلوا إلى إفريقيا طلباً للسلامة والأمن، وامتدً سلطان العرب على الساحل الإفريقي قبالة الجزيرة العربية في القرن العاشر، ووصلوا دار السلام وظلّ عرشهم عليها حتى القرن السادس عشر، واجتاحت الساحل موجة أخرى من العرب بعد أن هاجم المغول بلاد الإسلام واستقروا مع أهليهم في الشاطي حتى تفوق عليهم البرتغاليين بالسلاح وأخرجوهم في عام 1521، وعادَ العرب مرّة أخرى وأخرجوا البرتغاليين في القرن الثامن عشر وظل العرب يحكمون في الساحل من زنجبار بقيادة العماني السلطان سعيد، وبينما هو في حكمة على زنجبار بدأت أمريكا أوروبا تعود مرّة أخرى، جاءت أمريكا عام 1837 وبريطانيا عام 1841 وفرنسا عام 1844، وعندما وجد السلطان سعيد نفسه في زنجبار محاطاً بكل الحلقات قال: «لست إلا عصفورة في مخالب صقر»
9. مقالة: من مذكراتي للكاتب السوداني أحمد الطيب أحمد، المقالة قصة بلغة بسيطة عن الحياة في قرية الكتاب؛ عن أًناسها وحكاياتهم.
10. مقالة: دولة من؟ وبلاد من؟ للسياسي والكاتب السوداني منصور خالد، المقال من كتاب (حوار مع الصفوة) للكاتب نفسه، الذي صدر عن دار التالف والترجمة والنشر، جامعة الخرطوم عام 1974 المبادئ السياسية ليست فقط شعارات وإنما هي أسلوب حياة وينبغي أن تخاطب ما يمس حياة الناس حتى لا تصبح ترف فكري وجدل عقيم، والشعارات التي لا تتماشى مع سلوك وعمل الحكام دائما ينقلب عليها الشعب ويقابلها بردات الفعل، إن أكبر الأزمات التي يعاني منها العالم الثالث هي انعدام المسؤلية الاخلاقية في عناصر الصفوة، ببساطة إن الصفوة التي لا تتحلى بالأخلاق هي التي تهدر موارد البلد، في العام 1965 إن المبالغ التي استخدمت في استيراد المشروبات والتبغ أضعاف التي استخدمت في إستيراد الاليات الزراعية، ومعظم الواردات يستخدمها فقط 10% من الشعب، وإن الصفوة في السودان عندما جاء الحكم الوطني كلها اتجهت للمدينة واهملت الريف واصبحت تتعامل معه كقواعد انتخابية فقط، وأًهمل المزارعون الذين يسهمون في الدخل القومي.
11. مقالة: الشرب من كوب حبشي لمؤلف الكتاب علي المك، المقالة من كتاب (وهل ابصر الأعمى المعرة)، الصادر عن الدار السودانية 1974 مقالة سردية خيالية معظم أحداثها في الحُلم.

## الباب الثاني: الشعر
يشتمل الباب على 25 قصيدة لشعراء من السودان، كما في الجدول أدناه.
| اسم الشاعر            | عنوان القصيدة            |
| مليط                  | محمد سعيد العباسي        |
| عهد جبرون             | محمد سعيد العباسي        |
| تحيّة العام الهجري     | عبد إله محمد البنا       |
| السلحفاء والبطّان      | عبد الله محمد عمر البنا  |
| الطبيعة في السودان    | عبد الله عبد الرحمن      |
| وطني                  | خليل فرح (مغني)          |
| الكلب والحمار         | حمزة الملك طمبل          |
| من وحي الجزيرة        | أحمد محمد صالح (السودان) |
| نداء الجبل            | يوسف مصطفى التني         |
| شاعر                  | محمد أحمد المحجوب        |
| الصوفي المعذَّب         | التيجاني يوسف بشير       |
| القوقعة الفارغة       | محمد المهدي المجذوب      |
| سيرة                  | محمد المهدي المجذوب      |
| طريق سمرقند           | عبد الله الطيب           |
| ابن السراري           | محمد محمد علي            |
| شاعر الوجدان والأشجان | إدريس محمد جماع          |
| آمنة: قصة الحياة      | مصطفى عوض الكريم         |
| الكوخ                 | تاج السر الحسن           |
| هجرة من صاي           | جيلي عبدالرحمن           |
| ياقوت العرش           | محمد الفيتوري (شاعر)     |
| في الغربة             | صلاح أحمد إبراهيم        |
| الحاجّة                | صلاح أحمد إبراهيم        |
| الكمنجات الضائعة      | مصطفى سند (شاعر)         |
| بلادي                 | محي الدين فارس           |
| البوابة والدم         | عبد الرحيم أبو ذكرى      |

## الباب الثالث: القصص
هذا الباب يشتمل على سبع قصص لكتاب سودانيين
| اسم الكاتب       | عنوان القصة                |
| المكان           | معاوية نور                 |
| بعد أسبوع        | عثمان علي نور              |
| اللعبة           | جمال عبد الملك (ابن خلدون) |
| نخلة على الجدول  | الطيب صالح                 |
| المقاعد الأمامية | الزبير علي                 |
| الأرض الصفراء    | الطيب زروق                 |
| كرسي القماش      | علي المك                   |

## روابط خارجية
1. وزارة الثقافة والفنون والتراث القطرية
2. جوودريدر
3. إرم نيوز